# Alejandro Peralta (baloncestista)
Alejandro Peralta (Asunción, Paraguay, 17 de abril de 1991) es un baloncestista paraguayo que juega en la posición de ala pívot para el Olimpia Kings de la Liga Nacional de Básquetbol de Paraguay. Es miembro de la selección de baloncesto de Paraguay. Su hermano es el también baloncestista profesional Nelson Peralta Barreto.

## Trayectoria

### Clubes
| Club                       | País      | Año             |
| -------------------------- | --------- | --------------- |
| River Plate                | Argentina | 2009 - 2010     |
| Libertad                   | Paraguay  | 2011            |
| Deportivo San José         | Paraguay  | 2012            |
| Sol de América             | Paraguay  | 2012            |
| Libertad                   | Paraguay  | 2013            |
| Cerro Porteño              | Paraguay  | 2014            |
| Alvear de Villa Ángela     | Argentina | 2014 - 2015     |
| Libertad                   | Paraguay  | 2015            |
| Comunicaciones de Mercedes | Argentina | 2015 - 2016     |
| Olimpia Kings              | Paraguay  | 2016 - 2017     |
| Deportivo Viedma           | Argentina | 2017 - 2018     |
| Olimpia Kings              | Paraguay  | 2018 - 2019     |
| Deportivo San José         | Paraguay  | 2019            |
| Primero de Mayo            | Paraguay  | 2020            |
| La Unión de Formosa        | Argentina | 2020 - 2021     |
| Olimpia Kings              | Paraguay  | 2021            |
| Basket Todi                | Italia    | 2022            |
| Olimpia Kings              | Paraguay  | 2022            |
| Angri Pallacanestro        | Italia    | 2023            |
| Deportivo San José         | Paraguay  | 2023 - 2024     |
| Córdoba CB                 | España    | 2025            |
| Olimpia Kings              | Paraguay  | 2025 - Presente |

## Selección nacional
Peralta juega con la selección de baloncesto de Paraguay desde 2011. Ha estado presente en tres ediciones del Campeonato Sudamericano de Baloncesto (2012, 2014 y 2016) entre otros torneos internacionales.